# 华沙 (纽约州)
华沙（英語：Warsaw）是在纽约州怀俄明县的一个小镇。在2000年人口普查的人口數量是5,423。